# Petr Knop
Petr Knop (* 12. května 1994 Jablonec nad Nisou) je český běžec na lyžích. Je odchovancem Ski Klubu Jablonec nad Nisou, v současnosti závodí za Duklu Liberec. Zatím čtyřikrát startoval na Mistrovství světa (2015, 2017, 2019, 2021) a jednou na olympiádě (2018).

## Sportovní kariéra
V roce 2012 startoval na Zimních olympijských hrách mládeže v Innsbrucku, kde obsadil 16. (sprint volně) a 9. (10 km klas.) místa a vyzkoušel si neobvyklou štafetu, která kombinovala běh na lyžích a biatlon. Ve Světovém poháru debutoval v sezoně 2014-15. V roce 2018 se zúčastnil ZOH a startoval ve skiatlonu na 30 kilometrů, na 15 kilometrů volně a ve štafetě. Skončil postupně na 38., 24. a 10. místě.

### Výsledky ve Světovém poháru
| Sezóna  | Věk | Sezónní výsledky | Sezónní výsledky | Sezónní výsledky | Sezónní výsledky | Výsledky na Ski Tour | Výsledky na Ski Tour | Výsledky na Ski Tour | Výsledky na Ski Tour |
| Sezóna  | Věk | Celkově          | Distance         | Sprinty          | U23              | Nordic Opening       | Tour de Ski          | WC Final             | Ski Tour Kanada      |
| ------- | --- | ---------------- | ---------------- | ---------------- | ---------------- | -------------------- | -------------------- | -------------------- | -------------------- |
| 2015/16 | 19  | neklas.          | —                | —                | —                | —                    | —                    | —                    | —                    |
| 2015/16 | 20  | neklas.          | —                | —                | —                | 86.                  | —                    | —                    | —                    |
| 2015/16 | 21  | neklas.          | —                | —                | —                | 67.                  | DNF                  | —                    | —                    |
| 2016/17 | 22  | neklas.          | —                | —                | —                | 62.                  | DNF                  | —                    | —                    |
| 2017/18 | 23  | 153.             | 101.             | —                | —                | 64.                  | 31.                  | 47.                  | —                    |
| 2018/19 | 24  | neklas.          | —                | —                | —                | 70.                  | 39.                  | —                    | —                    |
| 2019/20 | 25  | 130.             | 92.              | —                | —                | —                    | 41.                  | —                    | —                    |
| 2020/21 | 26  |                  |                  |                  | —                | —                    | 49.                  | —                    | —                    |

### Výsledky na OH
| Rok  | Věk | 15 km | 30 km skiatlon | 50 km hromadný start | sprint | 4 × 10 km štafeta | sprint dvojic |
| ---- | --- | ----- | -------------- | -------------------- | ------ | ----------------- | ------------- |
| 2018 | 23  | 24.   | 38.            | 55.                  | —      | 10.               | —             |

### Výsledky na MS
| Rok  | Věk | 15 km | 30 km skiatlon | 50 km hromadný start | sprint | 4 × 10 km štafeta | sprint dvojic |
| ---- | --- | ----- | -------------- | -------------------- | ------ | ----------------- | ------------- |
| 2015 | 20  | —     | 46.            | —                    | —      | 9.                | —             |
| 2017 | 22  | 38.   | 43.            | 33.                  | —      | 11.               | —             |
| 2019 | 24  | 66.   | 53.            | —                    | —      | 11.               | —             |
| 2021 | 26  | 43.   | 37.            | 41.                  | —      | 11.               | —             |

## Osobní život
Narodil se 12. května 1994 v Jablonci nad Nisou. Jeho matka Ludmila (rozená Klingerová) je bývalá československá reprezentantka v klasickém lyžování, dlouholetá trenérka mládeže a povoláním policistka. Trénování lyžařů se věnuje i jeho otec a obě sestry – Markéta a Kamila. Absolvoval jablonecké sportovní gymnázium a v akademickém roce 2017/18 studoval tělesnou výchovu a informatiku ve třetím ročníku na Technické univerzitě Liberec.